# Cinderella's Slipper
Cinderella's Slipper è un cortometraggio muto del 1913 diretto e interpretato da Maurice Costello.

## Produzione
Il film fu prodotto dalla Vitagraph Company of America.

## Distribuzione
Distribuito dalla General Film Company, il film - un cortometraggio in una bobina - uscì nelle sale cinematografiche statunitensi il 21 febbraio 1913.